# مارتین اونیل
مارتین اونیل (انگلیسی: Martin Hugh Michael O'Neill؛ زادهٔ ۱ مارس ۱۹۵۲) بازیکن سابق فوتبال و مربی اهل ایرلند شمالی است.

## باشگاهی
از باشگاه‌هایی که در آن بازی کرده‌است می‌توان به ناتینگهام فارست، نورویچ سیتی، منچستر سیتی، نوتس کانتی، چسترفیلد و فولاماشاره کرد.

## تیم ملی
وی همچنین در تیم ملی فوتبال ایرلند شمالی بازی کرده است.